# Rivau de Chenaumoine
Le Rivau de Chenaumoine est un petit cours d'eau du sud-ouest de la Charente-Maritime. Long de 4,2 kilomètres, c'est un affluent de la rive droite de la Gironde. Il a été en partie canalisé au XVIIIe siècle, sous l'impulsion du maréchal de Sénecterre, sieur de Didonne.
Le Rivau de Chenaumoine prend sa source dans la commune de Semussac, dans le canton de Saintonge Estuaire, à proximité de la combe mouillée, au lieu-dit « Sur les vignes », à une altitude de 36 mètres. Il traverse le hameau de Chenaumoine, qui lui doit son nom (toponyme attesté dès le XIVe siècle et formé à partir de chanau meiana, c'est-à-dire chenal du milieu), et marque la séparation entre les marais de la Briqueterie (au sud, sur la commune de Saint-Georges-de-Didonne) et les marais de Chenaumoine (au nord-est) et de la Brandelle (au nord). Traversé par la rocade royannaise, il borde ensuite l'étang de la Briqueterie, à Saint-Georges-de-Didonne, traverse quelques bosquets entre les quartiers de La  Grandière et du Châta (du château), où un petit ouvrage d'art, le pont du Chat (en saintongeais, pont qui « a chotté », c'est-à-dire qui s'est affaissé) a été aménagé de longue date, puis bifurque vers le sud-ouest, avant de poursuivre sous terre jusqu'à la plage de Saint-Georges, où il se jette dans l'estuaire. Cet endroit précis est bien connu des surfeurs de la région : en effet, même si ce spot est moins propice à la pratique de ce sport que Pontaillac, la Grande-Côte ou la Côte sauvage, la rencontre des eaux du Rivau et de la Gironde créé régulièrement de petits bancs de sable qui favorisent la formation de vagues bien rondes, en fonction de la houle.
À l'origine, ce cours d'eau se déversait dans une petite anse, reliée à l'estuaire par un chenal et soumise aux effets de la marée. Chenaumoine était ainsi, au Moyen Âge, un petit port de l'intérieur des terres. Au fil du temps, sous l'action des courants, sable et vase se sont accumulés, transformant ce petit havre en un étang aux eaux saumâtres, infesté de moustiques et ravagé par de fréquentes épidémies de paludisme. Conscient de cet état de fait, et désireux d'y remédier, le maréchal de Sénecterre, sieur de Didonne, fait canaliser le ruisseau, permettant d'assainir les marais, qui prennent peu à peu leur aspect actuel.
Dans les marais, les abords du Rivau sont occupés par des prairies humides et des roselières, riches d'une faune et d'une flore diversifiées.